# (6495) 1992 UB1
(6495) 1992 UB1 es un asteroide perteneciente al cinturón de asteroides, región del sistema solar que se encuentra entre las órbitas de Marte y Júpiter, descubierto el 19 de octubre de 1992 por Seiji Ueda y el astrónomo Hiroshi Kaneda desde el Kushiro Marsh Observatory, Hokkaido, Japón.

## Designación y nombre
Designado provisionalmente como 1992 UB1. 

## Características orbitales
1992 UB1 está situado a una distancia media del Sol de 2,335 ua, pudiendo alejarse hasta 2,645 ua y acercarse hasta 2,025 ua. Su excentricidad es 0,133 y la inclinación orbital 6,645 grados. Emplea 1303,41 días en completar una órbita alrededor del Sol.

## Características físicas
La magnitud absoluta de 1992 UB1 es 12,70. Tiene 7,582 km de diámetro y su albedo se estima en 0,443. 